# Ну, погоди! (выпуск 4)
Ну, погоди! (выпуск 4) — четвёртый мультипликационный фильм из серии «Ну, погоди!».

## Сюжет
На главном табло стадиона высвечивается надпись «ПрЮвет ВОЛКУ!». Из помещения управления табло пафосно выходит Волк в спортивном костюме с чемпионской медалью и со значками обществ «Динамо» и «Спартак». Увидев проходящий забег, он присоединяется к нему и обогнав всех, не глядя вперёд, пробегает по трибунам и падает с края чаши стадиона. Оказавшись на площадке для тяжелой атлетики, он пытается поднять штангу, однако снаряд оказывается настолько тяжёлым, что севшая на него бабочка заставляет Волка уронить его. Волк гонится за бабочкой в попытках ударить её штангой, но скатывается по трибунам и получает блином по голове.
В ходе дальнейшей погони за Зайцем Волк попадает в смешные ситуации: получает боксёрской грушей по лицу, прыгает со снаряда на снаряд в гимнастическом зале, борется с Барсуком-самбистом, пролетает над стадионом после высокого прыжка с шестом и в итоге получает битой для игры в городки по лицу.

## Создатели
| Авторы сценария           | Феликс Камов, Александр Курляндский, Аркадий Хайт                              |
| Режиссёр                  | Вячеслав Котёночкин                                                            |
| Художник-постановщик      | Светозар Русаков                                                               |
| Оператор                  | Елена Петрова                                                                  |
| Звукооператор             | Георгий Мартынюк                                                               |
| Музыкальное оформление    | Геннадий Крылов                                                                |
| Художники-мультипликаторы | Олег Комаров, Виктор Лихачёв, Виктор Арсентьев, Юрий Бутырин, Владимир Зарубин |
| Роли озвучивали           | Анатолий Папанов — Волк, Клара Румянова — Заяц                                 |

## Музыка
- Эстрадный оркестр Всесоюзного радио п-у В. Кнушевицкого — «Футбольный марш» (М. Блантер);
- Вадим Мулерман. Инструментальный ансамбль — «Король-победитель» (А. Дулов — М. Карем);
- Галина Куницка — «Духовые оркестры»;
- Инструментальный ансамбль «МИНИАТЮР» п/у В. Чижика. Соло на трубе — В. Чижик — «Ямайка» (ча-ча-ча) (П. Стон);
- «Не спеши» (Арно Бабаджанян);
- Эстрадный оркестр Всесоюзного радио под управлением Александра Варламова — «Джаз-марш» (Анатолий Арский);
- Эстрадный оркестр Алексея Мажукова и «ВИО-66» — «Парафраз на темы песен Юрия Милютина из кинофильма „Сердца четырёх“» (Юрий Милютин);
- Эстрадный оркестр Всесоюзного радио (дирижёр — Сэм Каппер) — «Clap Yo' Hands/I Got Rhythm» (Джордж Гершвин);
- «Hawaiian War Chant» (Уильям Питт Лелайохоку Второй);
- Концертный эстрадный оркестр Всесоюзного радио и Центрального телевидения под управлением Вадима Людвиковского (соло на саксофоне — Геннадий Гольштейн, соло на трубе — Константин Носов) — «Парафраз на тему песни Андрея Петрова „Я шагаю по Москве“» (обработка — Геннадий Гольштейн).

В эпизоде с титрами звучит неизменная музыкальная композиция «Водные лыжи» Тамаша Деака в исполнении вокального ансамбля «Гармония» и инструментального ансамбля «Деак».

## Награды
- 1972 — XVIII МФ спортивных фильмов в Кортина д’Ампеццо (Италия) — Премия по разделу детских фильмов и Серебряный приз Итальянского спортивного центра;
- 1972 — IV ВФ спортивных фильмов, Одесса — Серебряная медаль